# Jurij Timofeevič Ždanov
Jurij Timofeevič Ždanov (in russo Ю́рий Тимофе́евич Жда́нов?; Mosca, 29 settembre 1925 – Mosca, 9 aprile 1986) è stato un ballerino e coreografo sovietico.

## Biografia
Immediatamente dopo il diploma, conseguito nel 1944 presso l'Accademia statale di coreografia di Mosca, Jurij Timofeevič Ždanov fu scritturato dal Balletto Bol'šoj, di cui divenne primo ballerino nel 1951.
Durante gli anni cinquanta fu il partner abituale sulle scene di Galina Ulanova, con cui danzò come co-protagonista in Romeo e Giulietta, Giselle e Les Sylphides; il suo vasto repertorio includeva anche i ruoli dei protagonisti maschili ne Il lago dei cigni, Raymonda, Don Chisciotte e L'uccello di fuoco. Danzò con Ulanova in una tournée delle maggiori città sovietiche nel 1952 e poi ancora nelle rare apprizioni in Occidente della compagnia sovietica, ballando quindi anche a Parigi, Londra, Berlino, Amburgo, Monaco, New York, Washington, Toronto e Montreal. Sempre accanto a Ulanova, danzò anche nell'adattamento cinematografico del balletto Romeo e Giulietta, L'ultima danza di Romeo e Giulietta (1955).
Nel 1954 fu insignito del titolo di Artista onorato della RSFSR, mentre nel 1964 fu proclamato Artista del popolo della RSFSR. Nel corso dei suoi oltre vent'anni come ballerino del Bol'šoj, Ždanov fece da partner ad alcune delle maggiori danzatrici della sua generazione: non solo Ulanova, ma anche Ol'ga Lepešinskaja, Ekaterina Sergeevna Maksimova e Majja Michajlovna Pliseckaja.
Dopo il ritiro dalle scene nel 1967, diresse il Balletto Classico dell'Ensemble del Concerto di Stato tra il 1971 e il 1976 e, in questa veste, creò diverse coreografie originali, tra cui il balletto Francesca da Rimini su partitura di Pëtr Il'ič Čajkovskij. Inoltre, tra il 1981 e il 1986 insegnò all'Università russa di arti teatrali.
Morì stroncato da un infarto nella natia Mosca all'età di sessant'anni nel 1986.

## Filmografia
- L'ultima danza di Romeo e Giulietta (Ромео и Джульетта), regia di Leo Arnštam e Leonid Lavrovskij (1954)